# Ryzyko kredytowe
Ryzyko kredytowe (ang. credit risk) – ryzyko straty lub niekorzystnej zmiany sytuacji finansowej wynikające z wahań zdolności kredytowej emitentów papierów wartościowych, kontrahentów i wszelkich dłużników, w postaci ryzyka niewykonania zobowiązania przez kontrahenta lub ryzyka spreadu lub koncentracji ryzyka rynkowego.
Ryzyko kredytowe oznacza niebezpieczeństwo, iż kredytobiorca nie wypełni zobowiązań zawartych w umowie, narażając kredytodawcę na stratę finansową.
Ryzyko kredytowe jest to zagrożenie dla banku polegające na tym, że płatności związane z obsługą kredytu nie zostaną przez klienta uregulowane w terminie przewidzianym w umowie kredytu, w całości lub częściowo. Zwłoka w spłacie oznacza stratę dla banku i może być powodem utraty płynności. O ryzyku kredytowym można mówić sensu stricto i dotyczy ono udzielanych kredytów, pożyczek, skupowanych wierzytelności, otwartych linii kredytowych oraz gwarancji, poręczeń i akredytyw. Natomiast w znaczeniu sensu largo będzie ono dotyczyło również nabywanych przez bank instrumentów dłużnych wyemitowanych przez inne podmioty, pozagiełdowych instrumentów pochodnych, gdyż są źródłem ryzyka kontrahenta. Pojawienie się nowych rodzajów ryzyka i zmian zachodzących w tym obszarze prowadzi do ciągłych przekształceń w klasyfikacji ryzyka.
Dwa główne wymiary ryzyka kredytowego to:
- ryzyko straty albo wypłacalności – wiąże się z niepewnością co do przyszłej sytuacji finansowej kredytobiorcy i obejmuje niebezpieczeństwo, że wynikająca z umowy kredytowej spłata kredytu nie zostanie uregulowana w terminie w całości bądź zostanie uregulowana jedynie częściowo (ryzyko czyste);
- ryzyko zabezpieczenia – określa niebezpieczeństwo, które wynika z ryzyka samego zabezpieczenia przyjętego w celu ograniczenia tego ryzyka (np. uszkodzenia lub zniszczenia nieubezpieczonego przedmiotu zabezpieczenia);

Ryzyko kredytowe ma liczne interakcje z innymi rodzajami ryzyka, w tym w szczególności z ryzykiem stopy procentowej, ryzyko kursu walutowego oraz ryzykiem płynności.
W praktyce bankowej niezwykle ważna jest umiejętność zarządzania ryzykiem kredytowym, czyli procesem, który obejmuje następujące etapy:
- identyfikacja ryzyka,
- pomiar ryzyka,
- monitorowanie ryzyka,
- kontrola ryzyka kredytowego,
- następstwa występowania ryzyka.

Każdy bank stosuje własną politykę zarządzania ryzykiem kredytowym, gdyż stanowi ona przewagę konkurencyjną banku. Oceny ryzyka dokonuje się w różnych bankach w zróżnicowany sposób, więc zasady zarządzania ryzykiem również są objęte tajemnicą bankową podobnie jak projekty nowych produktów czy polityka bezpieczeństwa. Pozyskiwanie i przetwarzanie wszelkich informacji o kliencie jest elementem polityki zarządzania ryzykiem, ponieważ banki dążą do uzupełnienia brakujących danych o kliencie na podstawie danych juz dostępnych.